# 希里亚耶夫斯基农村居民点
希里亚耶夫斯基农村居民点（俄语：Ширяевское сельское поселение）是俄罗斯联邦伏尔加格勒州伊洛夫利亚区所属的一个农村居民点。其下辖有2个居民点，行政中心为希里亚耶夫斯基。据2016年统计，该农村居民点的人口为1112人。